# Лясковичи (Октябрьский район)
Лясковичи (бел. Ля́скавічы) — деревня в Октябрьском районе Гомельской области Беларуси. В составе Поречского сельсовета.

## Административное устройство
До 11 января 2023 года являлась административным центром и входила в состав Лясковичского сельсовета. В связи с объединением Поречского и Лясковичского сельсоветов Октябрьского района Гомельской области в одну административно-территориальную единицу — Поречский сельсовет, включена в состав Поречского сельсовета.

## География

### Расположение
В 35 км на запад от Октябрьского, 26 км от железнодорожной станции Рабкор (на ветке Бобруйск — Рабкор от линии Осиповичи — Жлобин), 238 км от Гомеля.

## Транспортная сеть
Автодорога соединяет деревню с Глуском.

## История
Найденный около деревни клад из 520 серебряных монет (общий вес 1 фунт 45 золотников) свидетельствовать про деятельность человека в этих местах с давних времён. По письменным источникам известна с XVI века как деревня в Слуцком повете Новогрудского воеводства Великого княжества Литовского.
После 2-го раздела Речи Посполитой (1793 год) в составе Российской империи. В 1795 году построено деревянное здание Свято-Николаевской церкви. Рядом образовалась деревня Малые Лясковичи. Село было центром одноимённого поместья дворянина М. Добровольского, который в 1831 году владел 4362 десятинами земли. Обозначена на карте 1866 года, использовавшейся Западной мелиоративной экспедицией, работавшей в этом районе в 1890-е годы. В 1867 году открыто народное училище. В состав Лясковичской волости в 1885 году входило 26 селений с 434 дворами. В 1908 году в Мозырском уезде Минской губернии.
В 1921 году действовали 2 школы — I и II ступени. С 26 июля 1930 года до 28 июня 1939 года центр Лясковичского сельсовета Глусского, с 28 июня 1939 года Октябрьского районов Полесской области. В начале 1930-х годов деревни Великие Лясковичи и Малые Лясковичи объединились в одну. Во время Великой Отечественной войны немецкие оккупанты 5 февраля 1942 года убили 112 жителей (похоронены в двух могилах жертв фашизма около школы), в апреле 1942 года сожгли 52 двора и убили 171 жителя, а 5 февраля 1944 года убили ещё 60 жителей. 48 жителей погибли на фронте. В 1983 году к деревне присоединена деревня Старый Двор. Центр совхоза «Оресса». Размещаются: ремонтная мастерская, начальная школа, Дом народного творчества, библиотека, 2 детских сада, отделение связи, больница, 2 магазина. Планировка состоит из чуть искривленной длительной улицы, ориентированной с юго-востока на северо-запад и застроенной двусторонне, неплотно, деревянными усадьбами.
В состав Лясковичского сельсовета входила до 1983 года в настоящее время не существующая деревня Старый Двор.

## Население

### Численность
- 2004 год — 207 хозяйств, 500 жителей.

### Динамика
- 1795 год — в деревне Великие Лясковичи — 70 жителей, в слободе Лясковичи — 5 дворов.
- 1848 год — 60 дворов.
- 1908 год — 147 дворов, 1137 жителей.
- 1959 год — 689 жителей (согласно переписи).
- 2004 год — 207 хозяйств, 500 жителей.

## Культура
- Лясковичский сельский Дом народного творчества — филиал ГУК «Центр культурно-досуговой деятельности Октябрьского района»

## Достопримечательность
- Обелиск мирным гражданам, погибшим во время карательной операции 05.02.1944 (номер воинского захоронения 8259)[3].
- Обелиск мирным гражданам, погибшим во время карательной операции 05.02.1944 (номер воинского захоронения 8260)[3].

## Известные уроженцы
- Н. П. Крутько — учёный в области физической и коллоидной химии. Академик Национальной академии наук Беларуси (2009; член-корреспондент с 1994), доктор химических наук (1991), профессор (2003) [4].